# Pseudophacidium rugosum
Pseudophacidium rugosum är en svampart som först beskrevs av Elias Fries, och fick sitt nu gällande namn av Petter Adolf Karsten 1885. Pseudophacidium rugosum ingår i släktet Pseudophacidium och familjen Ascodichaenaceae.   Inga underarter finns listade i Catalogue of Life.